# UNDOF Medaille
De UNDOF Medaille is een van de Medailles voor Vredesmissies van de Verenigde Naties.
UNDOF is de afkorting van United Nations Dissengagement Observer Force, een vredesoperatie op de Golanhoogten. De militairen controleren het staakt-het-vuren tussen Israël en Syrië. Nederlandse deelnemers kwamen in aanmerking voor de Herinneringsmedaille VN-Vredesoperaties. De secretaris-generaal van de Verenigde Naties kende de deelnemende militairen en politieagenten de UNDOF Medaille toe. Zij kregen de bronzen medaille aan een lint dat brede donkerrode randen combineert met het lichtblauw van de vlag van de Verenigde Naties en smalle zwarte, witte en rode strepen.